# Steenschubje
Steenschubje (Acarospora) is een geslacht van korstmossen uit de familie Acarosporaceae. De typesoort is Acarospora schleicheri.

## Soorten
Volgens Index Fungorum bevat het geslacht 82 soorten (peildatum maart 2023):
| Soortnaam                    | Auteur(s)                                             | Publicatiejaar |
| ---------------------------- | ----------------------------------------------------- | -------------- |
| Acarospora admissa           | (Nyl.) Kullh.                                         | 1871           |
| Acarospora adscendens        | Cl. Roux & Poumarat                                   | 2019           |
| Acarospora affinis           | K. Knudsen                                            | 2007           |
| Acarospora albothallina      | K. Knudsen, T.B. Wheeler, Kocourk. & M. Westberg      | 2016           |
| Acarospora alexandrae        | Tomin                                                 | 2002           |
| Acarospora americana         | H. Magn.                                              | 1929           |
| Acarospora anomala           | H. Magn.                                              | 1924           |
| Acarospora austroshetlandica | (C.W. Dodge) Øvstedal                                 | 2001           |
| Acarospora badiofusca        | (Nyl.) Th. Fr.                                        | 1860           |
| Acarospora bolleana          | (H. Magn.) K. Knudsen, J.N. Adams, Kocourk. & Y. Wang | 2020           |
| Acarospora brattiae          | K. Knudsen                                            | 2007           |
| Acarospora brodoana          | K. Knudsen, Kocourk. & M. Westb.                      | 2016           |
| Acarospora brucei            | K. Knudsen & Kocourk.                                 | 2018           |
| Acarospora brunneola         | H. Magn.                                              | 1924           |
| Acarospora calcarea          | K. Knudsen                                            | 2007           |
| Acarospora castaneocarpa     | M. Westb. & Wedin                                     | 2015           |
| Acarospora cervina           | A. Massal.                                            | 1852           |
| Acarospora citrina           | (Taylor) Zahlbr.                                      | 1913           |
| Acarospora complanata        | H. Magn.                                              | 1924           |
| Acarospora conafii           | P. Jung & B. Büdel                                    | 2019           |
| Acarospora congregata        | K. Knudsen & Flakus                                   | 2016           |
| Acarospora contigua          | H. Magn.                                              | 1929           |
| Acarospora dissecta          | K. Knudsen & Flakus                                   | 2011           |
| Acarospora durietzii         | H. Magn.                                              | 1924           |
| Acarospora epiaspicilia      | Cl. Roux & M. Bertrand                                | 2019           |
| Acarospora episulphurata     | Cl. Roux & S. Poumarat                                | 2019           |
| Acarospora erratica          | K. Knudsen & Kocourk.                                 | 2018           |
| Acarospora flavisparsa       | V.J. Rico & Candan                                    | 2011           |
| Acarospora fuscata           | (Ach.) Arnold                                         | 1871           |
| Acarospora fuscorufa         | F. Wilson ex H. Magn.                                 | 1929           |
| Acarospora glaucocarpa       | (Ach.) Arnold                                         | 1858           |
| Acarospora gypsi-deserti     | Cl. Roux & V. Wirth                                   | 2011           |
| Acarospora gyrocarpa         | (H. Magn.) K. Knudsen & M. Westb.                     | 2017           |
| Acarospora impressula        | Th. Fr.                                               | 1871           |
| Acarospora janae             | K. Knudsen                                            | 2011           |
| Acarospora laqueata          | (Stizenb.) Stizenb. ex Flagey                         | 1892           |
| Acarospora leavittii         | K. Knudsen & Hollinger                                | 2021           |
| Acarospora lendemeri         | K. Knudsen & Kocourk.                                 | 2020           |
| Acarospora lorentzii         | (Müll. Arg.) Hue                                      | 1909           |
| Acarospora maccarthyi        | K. Knudsen & Kocourk.                                 | 2015           |
| Acarospora macrocarpa        | H. Magn.                                              | 1956           |
| Acarospora macrospora        | A. Massal. ex Bagl.                                   | 1857           |
| Acarospora malouina          | Øvstedal & Knudsen                                    | 2018           |
| Acarospora mayrhoferi        | K. Knudsen & Kocourk.                                 | 2018           |
| Acarospora moenium           | (Vain.) Räsänen                                       | 1936           |
| Acarospora nashii            | K. Knudsen                                            | 2011           |
| Acarospora negligens         | H. Magn.                                              | 1929           |
| Acarospora nitrophila        | H. Magn.                                              | 1924           |
| Acarospora nodulosa          | (Dufour) Hue                                          | 1909           |
| Acarospora novae-hollandiae  | H. Magn.                                              | 1929           |
| Acarospora oligyrophorica    | Aptroot                                               | 2002           |
| Acarospora orcuttii          | K. Knudsen                                            | 2010           |
| Acarospora organensis        | K. Knudsen, Kocourk., Hodková & Yan Wang              | 2021           |
| Acarospora piedmontensis     | K. Knudsen                                            | 2011           |
| Acarospora poumaratii        | Cl. Roux                                              | 2021           |
| Acarospora privigna          | (Ach.) A. Schneid.                                    | 1898           |
| Acarospora pseudofuscata     | Sipman                                                | 2002           |
| Acarospora pseudosuzae       | Cl. Roux & J.-Y. Monnat                               | 2019           |
| Acarospora ramosa            | K. Knudsen & Flakus                                   | 2009           |
| Acarospora robiniae          | K. Knudsen                                            | 2007           |
| Acarospora rouxii            | K. Knudsen, Elix & V. Reeb                            | 2007           |
| Acarospora scaberrima        | Hue                                                   | 1909           |
| Acarospora schleicheri       | (Ach.) A. Massal.                                     | 1852           |
| Acarospora scottii           | K. Knudsen & Kocourk.                                 | 2020           |
| Acarospora septentrionalis   | M. Westb. & Wedin                                     | 2015           |
| Acarospora sinopica          | (Wahlenb.) Körb.                                      | 1855           |
| Acarospora squamulosa        | (Schrad.) Trevis.                                     | 1852           |
| Acarospora stictica          | K. Knudsen & Elix                                     | 2008           |
| Acarospora subrufula         | (Nyl.) H. Olivier                                     | 1900           |
| Acarospora tasmanica         | Räsänen                                               | 1946           |
| Acarospora tasmaniensis      | K. Knudsen & Kocourk.                                 | 2015           |
| Acarospora terrigena         | K. Knudsen, Elix & V. Reeb                            | 2008           |
| Acarospora tianshanica       | A. Abbas, Nurtai & K. Knudsen                         | 2017           |
| Acarospora tintickiana       | St. Clair, Newberry & S. Leavitt                      | 2018           |
| Acarospora toensbergii       | K. Knudsen & Kocourk.                                 | 2017           |
| Acarospora tuckerae          | K. Knudsen                                            | 2007           |
| Acarospora ubayensis         | Cl. Roux & M. Bertrand                                | 2019           |
| Acarospora ulleungdoensis    | S.Y. Kondr., Lőkös & Hur                              | 2016           |
| Acarospora umbilicata        | Bagl.                                                 | 1857           |
| Acarospora veronensis        | A. Massal.                                            | 1852           |
| Acarospora wetmorei          | K. Knudsen                                            | 2007           |
| Acarospora xanthophana       | (Nyl.) Jatta                                          | 1906           |